# Skilanglauf-Alpencup 2007/08
Der Skilanglauf-Alpencup 2007/08 war eine von der FIS organisierte Wettkampfserie, die am 8. Dezember 2007 in Formazza begann und am 16. März 2008 in Pokljuka endete.

## Männer

### Resultate
| 1. Alpencup in Formazza, 8. und 9. Dezember 2007 | 1. Alpencup in Formazza, 8. und 9. Dezember 2007 | 1. Alpencup in Formazza, 8. und 9. Dezember 2007 | 1. Alpencup in Formazza, 8. und 9. Dezember 2007 | 1. Alpencup in Formazza, 8. und 9. Dezember 2007 |
| ------------------------------------------------ | ------------------------------------------------ | ------------------------------------------------ | ------------------------------------------------ | ------------------------------------------------ |
| Datum                                            | Disziplin                                        | Erster Platz                                     | Zweiter Platz                                    | Dritter Platz                                    |
| 8. Dezember 2007                                 | 10 km klassisch                                  | Thomas Moriggl                                   | Kay Bochert                                      | Florian Kostner                                  |
| 9. Dezember 2007                                 | 15 km Freistil Mst.                              | Thomas Moriggl                                   | Florian Kostner                                  | Robin Duvillard                                  |

| 2. Alpencup in St. Ulrich, 13. bis 16. Dezember 2007 | 2. Alpencup in St. Ulrich, 13. bis 16. Dezember 2007 | 2. Alpencup in St. Ulrich, 13. bis 16. Dezember 2007 | 2. Alpencup in St. Ulrich, 13. bis 16. Dezember 2007 | 2. Alpencup in St. Ulrich, 13. bis 16. Dezember 2007 |
| ---------------------------------------------------- | ---------------------------------------------------- | ---------------------------------------------------- | ---------------------------------------------------- | ---------------------------------------------------- |
| Datum                                                | Disziplin                                            | Erster Platz                                         | Zweiter Platz                                        | Dritter Platz                                        |
| 13. Dezember 2007                                    | Sprint Freistil                                      | Mauro Gruber                                         | Loris Frasnelli                                      | Lars Hänel                                           |
| 15. Dezember 2007                                    | 10 km Freistil                                       | Martin Koukal                                        | Florian Kostner                                      | Giovanni Gullo                                       |
| 16. Dezember 2007                                    | 15 km klassisch Mst.                                 | Benjamin Seifert                                     | Martin Koukal                                        | Thomas Moriggl                                       |

| 3. Alpencup in Oberstdorf, 5. und 6. Januar 2008 | 3. Alpencup in Oberstdorf, 5. und 6. Januar 2008 | 3. Alpencup in Oberstdorf, 5. und 6. Januar 2008 | 3. Alpencup in Oberstdorf, 5. und 6. Januar 2008 | 3. Alpencup in Oberstdorf, 5. und 6. Januar 2008 |
| ------------------------------------------------ | ------------------------------------------------ | ------------------------------------------------ | ------------------------------------------------ | ------------------------------------------------ |
| Datum                                            | Disziplin                                        | Erster Platz                                     | Zweiter Platz                                    | Dritter Platz                                    |
| 5. Januar 2008                                   | 20 km Verfolgung                                 | Thomas Moriggl                                   | Roland Clara                                     | Toni Livers                                      |
| 6. Januar 2008                                   | Sprint Freistil                                  | Mauro Gruber                                     | Christoph Eigenmann                              | Loris Frasnelli                                  |

| 4. Alpencup in Olten, 10. Januar 2008 | 4. Alpencup in Olten, 10. Januar 2008 | 4. Alpencup in Olten, 10. Januar 2008 | 4. Alpencup in Olten, 10. Januar 2008 | 4. Alpencup in Olten, 10. Januar 2008 |
| ------------------------------------- | ------------------------------------- | ------------------------------------- | ------------------------------------- | ------------------------------------- |
| Datum                                 | Disziplin                             | Erster Platz                          | Zweiter Platz                         | Dritter Platz                         |
| 10. Januar 2008                       | Sprint Freistil                       | Peter von Allmen                      | Andreas Waldmeier                     | Christoph Eigenmann                   |

| 5. Alpencup in Klosters, 12. und 13. Januar 2008 | 5. Alpencup in Klosters, 12. und 13. Januar 2008 | 5. Alpencup in Klosters, 12. und 13. Januar 2008 | 5. Alpencup in Klosters, 12. und 13. Januar 2008 | 5. Alpencup in Klosters, 12. und 13. Januar 2008 |
| ------------------------------------------------ | ------------------------------------------------ | ------------------------------------------------ | ------------------------------------------------ | ------------------------------------------------ |
| Datum                                            | Disziplin                                        | Erster Platz                                     | Zweiter Platz                                    | Dritter Platz                                    |
| 12. Januar 2008                                  | 10 km klassisch                                  | Alexandre Rousselet                              | Curdin Perl                                      | Kay Bochert                                      |
| 13. Januar 2008                                  | 15 km Freistil Mst.                              | Tom Reichelt                                     | Christophe Perrillat                             | Alexandre Rousselet                              |

| 6. Alpencup in Sankt Jakob im Rosental, 19. und 20. Januar 2008 | 6. Alpencup in Sankt Jakob im Rosental, 19. und 20. Januar 2008 | 6. Alpencup in Sankt Jakob im Rosental, 19. und 20. Januar 2008 | 6. Alpencup in Sankt Jakob im Rosental, 19. und 20. Januar 2008 | 6. Alpencup in Sankt Jakob im Rosental, 19. und 20. Januar 2008 |
| --------------------------------------------------------------- | --------------------------------------------------------------- | --------------------------------------------------------------- | --------------------------------------------------------------- | --------------------------------------------------------------- |
| Datum                                                           | Disziplin                                                       | Erster Platz                                                    | Zweiter Platz                                                   | Dritter Platz                                                   |
| 19. Januar 2008                                                 | 10 km Freistil                                                  | Kay Bochert                                                     | Thomas Diezig                                                   | Marco Fiorentini                                                |
| 20. Januar 2008                                                 | 10 km klassisch                                                 | Tom Reichelt                                                    | Thomas Diezig                                                   | Marcus Enders                                                   |

| 7. Alpencup in Monguelfo-Welsberg und Gsies, 15. und 17. Februar 2008 | 7. Alpencup in Monguelfo-Welsberg und Gsies, 15. und 17. Februar 2008 | 7. Alpencup in Monguelfo-Welsberg und Gsies, 15. und 17. Februar 2008 | 7. Alpencup in Monguelfo-Welsberg und Gsies, 15. und 17. Februar 2008 | 7. Alpencup in Monguelfo-Welsberg und Gsies, 15. und 17. Februar 2008 |
| --------------------------------------------------------------------- | --------------------------------------------------------------------- | --------------------------------------------------------------------- | --------------------------------------------------------------------- | --------------------------------------------------------------------- |
| Datum                                                                 | Disziplin                                                             | Erster Platz                                                          | Zweiter Platz                                                         | Dritter Platz                                                         |
| 15. Februar 2008                                                      | Sprint Freistil                                                       | Roddy Darragon                                                        | Fabio Pasini                                                          | Bruno Debertolis                                                      |
| 17. Februar 2008                                                      | 42 km Freistil Mst.                                                   | Tom Reichelt                                                          | Marco Fiorentini                                                      | Florian Kostner                                                       |

| 8. Alpencup in Zwiesel, 23. Februar und 24. Februar 2008 | 8. Alpencup in Zwiesel, 23. Februar und 24. Februar 2008 | 8. Alpencup in Zwiesel, 23. Februar und 24. Februar 2008 | 8. Alpencup in Zwiesel, 23. Februar und 24. Februar 2008 | 8. Alpencup in Zwiesel, 23. Februar und 24. Februar 2008 |
| -------------------------------------------------------- | -------------------------------------------------------- | -------------------------------------------------------- | -------------------------------------------------------- | -------------------------------------------------------- |
| Datum                                                    | Disziplin                                                | Erster Platz                                             | Zweiter Platz                                            | Dritter Platz                                            |
| 23. Februar 2008                                         | 10 km Freistil Mst.                                      | Tom Reichelt                                             | Christian Stebler                                        | Florian Kostner                                          |
| 24. Februar 2008                                         | Teamsprint klassisch                                     | Deutschland ITom Reichelt Benjamin Seifert               | Italien IFlorian Kostner Fulvio Scola                    | Italien IIIThomas Moriggl David Hofer                    |

| 9. Alpencup in Capracotta, 8. und 9. März 2008 | 9. Alpencup in Capracotta, 8. und 9. März 2008 | 9. Alpencup in Capracotta, 8. und 9. März 2008 | 9. Alpencup in Capracotta, 8. und 9. März 2008 | 9. Alpencup in Capracotta, 8. und 9. März 2008 |
| ---------------------------------------------- | ---------------------------------------------- | ---------------------------------------------- | ---------------------------------------------- | ---------------------------------------------- |
| Datum                                          | Disziplin                                      | Erster Platz                                   | Zweiter Platz                                  | Dritter Platz                                  |
| 8. März 2008                                   | 10 km klassisch                                | Benjamin Seifert                               | Florian Kostner                                | Nicola Morandini                               |
| 9. März 2008                                   | 20 km Freistil                                 | Florian Kostner                                | Maurice Manificat                              | Tom Reichelt                                   |

| 10. Alpencup in Pokljuka, 15. und 16. März 2008 | 10. Alpencup in Pokljuka, 15. und 16. März 2008 | 10. Alpencup in Pokljuka, 15. und 16. März 2008 | 10. Alpencup in Pokljuka, 15. und 16. März 2008 | 10. Alpencup in Pokljuka, 15. und 16. März 2008 |
| ----------------------------------------------- | ----------------------------------------------- | ----------------------------------------------- | ----------------------------------------------- | ----------------------------------------------- |
| Datum                                           | Disziplin                                       | Erster Platz                                    | Zweiter Platz                                   | Dritter Platz                                   |
| 15. März 2008                                   | 15 km klassisch Mst.                            | Florian Kostner                                 | Marcus Enders                                   | Tim Tscharnke                                   |
| 16. März 2008                                   | Teamsprint Freistil                             | Italien IIIFlorian Kostner David Hofer          | Italien IIGiovanni Gullo Marco Fiorentini       | Italien IFulvio Scola Nicola Morandini          |

### U20 Resultate
| Datum             | Austragungsort          | Disziplin            | Sieger             | Zweiter                             | Dritter             |
| ----------------- | ----------------------- | -------------------- | ------------------ | ----------------------------------- | ------------------- |
| 8. Dezember 2007  | Formazza                | 10 km klassisch      | Mattia Pellegrin   | Dietmar Nöckler                     | Fabrizio Clementi   |
| 9. Dezember 2007  | Formazza                | 15 km Freistil Mst.  | Fabrizio Clementi  | Paul Constantin Pepene              | Michael Reiter      |
| 13. Dezember 2007 | St. Ulrich              | Sprint Freistil      | Markus Bader       | Franz Bernstein                     | Michael Schnetzer   |
| 15. Dezember 2007 | St. Ulrich              | 10 km Freistil       | Hannes Dotzler     | Andreas Katz                        | Philipp Marschall   |
| 16. Dezember 2007 | St. Ulrich              | 15 km klassisch Mst. | Tim Tscharnke      | Hannes Dotzler                      | Roy Meingast        |
| 6. Januar 2008    | Oberstdorf              | Sprint Freistil      | Glauco Pizzutto    | Anze Repansek                       | Bastien Buttin      |
| 10. Januar 2008   | Olten                   | Sprint Freistil      | Michael Schnetzer  | Stefan Lautenbacher (Skilangläufer) | Bastien Buttin      |
| 12. Januar 2008   | Klosters                | 10 km klassisch      | Jonas Baumann      | Philipp Marschall                   | Thomas Bing         |
| 13. Januar 2008   | Klosters                | 15 km Freistil Mst.  | Philipp Marschall  | Andy Gerstenberger                  | Hannes Dotzler      |
| 19. Januar 2008   | Sankt Jakob im Rosental | 10 km Freistil       | Philipp Marschall  | Alex Harvey                         | Hannes Dotzler      |
| 20. Januar 2008   | Sankt Jakob im Rosental | 10 km klassisch      | Alex Harvey        | Philipp Marschall                   | Tim Tscharnke       |
| 17. Februar 2008  | Gsies                   | 30 km Freistil Mst.  | Andreas Katz       | Tim Tscharnke                       | Philipp Marschall   |
| 23. Februar 2008  | Zwiesel                 | 10 km Freistil Mst.  | Andy Gerstenberger | Tim Schröder                        | Michael Schallinger |

### Gesamtwertung Männer
| Rang | Name                 | Punkte |
| ---- | -------------------- | ------ |
| 01   | Florian Kostner      | 524    |
| 02   | Tom Reichelt         | 437    |
| 03   | Kay Bochert          | 362    |
| 04   | Marco Fiorentini     | 310    |
| 05   | David Hofer          | 272    |
| 06   | Thomas Moriggl       | 266    |
| 07   | Benjamin Seifert     | 198    |
| 08   | Giovanni Gullo       | 196    |
| 09   | Nicola Morandini     | 158    |
| 10   | Marcus Enders        | 154    |
| 11.  | Fulvio Scola         | 152    |
| 12.  | Thomas Diezig        | 137    |
| 13.  | Maurice Manificat    | 127    |
| 14.  | Fabio Pasini         | 116    |
| 15.  | Christian Stebler    | 114    |
| 16.  | Romain Vandel        | 112    |
| 17.  | Christophe Perrillat | 108    |
| 18.  | Mauro Gruber         | 104    |
| 19.  | Bruno Debertolis     | 102    |
| 20.  | Robin Duvillard      | 97     |
| 21.  | Loris Frasnelli      | 90     |
| 22.  | Daniel Heun          | 88     |
| 23.  | Roland Clara         | 87     |
| 24.  | Alexandre Rousselet  | 85     |
| 25.  | Christoph Eigenmann  | 75     |
| 26.  | Cyril Miranda        | 74     |
| 27.  | Andy Kühne           | 72     |
| 28.  | Lars Hänel           | 62     |
| 29.  | Toni Livers          | 61     |
| 30.  | Martin Jäger         | 55     |
| 31.  | Roddy Darragon       | 50     |
| 31.  | Peter von Allmen     | 50     |
| 31.  | Andreas Waldmeier    | 50     |

| Rang | Name                  | Punkte |
| ---- | --------------------- | ------ |
| 34.  | Marco Mühlematter     | 50     |
| 35.  | Axel Schatz           | 48     |
| 36.  | Stefan Seifert        | 46     |
| 37.  | Jöri Kindschi         | 45     |
| 38.  | Gaudenz Flury         | 44     |
| 39.  | Benoît-Gilles Dufourd | 41     |
| 39.  | Florian Rohde         | 41     |
| 39.  | Oliver Wünsch         | 41     |
| 39.  | Agostino Zortea       | 41     |
| 43.  | Curdin Perl           | 40     |
| 44.  | Yann Soubeyrand       | 39     |
| 45.  | Luca Orlandi          | 37     |
| 45.  | Diego Ruiz            | 37     |
| 47.  | Daniel Yeuilla        | 35     |
| 48.  | Freddy Schwienbacher  | 33     |
| 49.  | Damien Ambrosetti     | 31     |
| 49.  | Cyril Gaillard        | 31     |
| 51.  | Lukas Hechl           | 30     |
| 52.  | Manuel Schnurrer      | 30     |
| 53.  | Reto Burgermeister    | 27     |
| 54.  | Sergio Bonaldi        | 26     |
| 54.  | Bruno Carrara         | 26     |
| 54.  | Josef Wenzl           | 26     |
| 57.  | Johann Eder           | 24     |
| 58.  | Mickael Bonthoux      | 23     |
| 58.  | Eligius Tambornino    | 23     |
| 60.  | Federico Clementi     | 19     |
| 61.  | Marco Cattaneo        | 18     |
| 61.  | Vicenç Vilarrubla     | 18     |
| 63.  | Stephan Herold        | 16     |
| 64.  | Jürgen Pinter         | 16     |
| 65.  | Erik Hänel            | 15     |
| 66.  | Pierluigi Costantin   | 14     |

| Rang | Name                   | Punkte |
| ---- | ---------------------- | ------ |
| 67.  | Tullio Grandelis       | 13     |
| 68.  | Tom Brunner            | 12     |
| 68.  | Benoît Chauvet         | 12     |
| 68.  | Valerio Leccardi       | 12     |
| 71.  | Johannes Bredl         | 11     |
| 71.  | Julian Eberhard        | 11     |
| 71.  | Alan Martinelli        | 11     |
| 71.  | Mirko Rigoni           | 11     |
| 75.  | Vitali Schäfer         | 10     |
| 76.  | Manuel Hirner          | 10     |
| 76.  | Philipp Rubin          | 10     |
| 78.  | Charles Pralong        | 10     |
| 79.  | Felix Dieter           | 8      |
| 79.  | Michael Hauser         | 8      |
| 79.  | Thomas Stöggl          | 8      |
| 82.  | Daniel Pietrogiovanna  | 7      |
| 82.  | Sergio Rigoni          | 7      |
| 84.  | Chris Hönig            | 6      |
| 85.  | Jurij Propp            | 6      |
| 86.  | Alex Vanzetta          | 5      |
| 87.  | Christian Flury        | 4      |
| 87.  | Thomas Nyikos          | 4      |
| 89.  | Remo Fischer           | 4      |
| 90.  | Daniele Chioda         | 3      |
| 90.  | Alexander Kanzian      | 3      |
| 90.  | Ivan Perrillat Boiteux | 3      |
| 90.  | Mirco Pezzo            | 3      |
| 90.  | Andrea Zattoni         | 3      |
| 95.  | Philip Furrer          | 2      |
| 95.  | Markus Keplinger       | 2      |
| 95.  | Renato Pasini          | 2      |
| 98.  | Thomas Ebner           | 1      |
| 98.  | Richard Vuillermoz     | 1      |

| Endstand (Top 10) |                    |        |
| \| Rang \| Name \| Punkte \| \| ---- \| ------------------ \| ------ \| \| 01 \| Tim Tscharnke \| 439 \| \| 02 \| Philipp Marschall \| 373 \| \| 03 \| Andy Gerstenberger \| 348 \| \| 04 \| Thomas Bing \| 226 \| \| 05 \| Fabrizio Clementi \| 209 \| \| 06 \| Andreas Katz \| 204 \| \| 07 \| Franz Bernstein \| 194 \| \| 08 \| Mattia Pellegrin \| 172 \| \| 09 \| Max Bergmann \| 170 \| \| 09 \| Markus Bader \| 170 \| |                    |        |
| Rang | Name               | Punkte |
| 01 | Tim Tscharnke      | 439    |
| 02 | Philipp Marschall  | 373    |
| 03 | Andy Gerstenberger | 348    |
| 04 | Thomas Bing        | 226    |
| 05 | Fabrizio Clementi  | 209    |
| 06 | Andreas Katz       | 204    |
| 07 | Franz Bernstein    | 194    |
| 08 | Mattia Pellegrin   | 172    |
| 09 | Max Bergmann       | 170    |
| 09 | Markus Bader       | 170    |

## Frauen

### Resultate
| 1. Alpencup in Formazza, 8. und 9. Dezember 2007 | 1. Alpencup in Formazza, 8. und 9. Dezember 2007 | 1. Alpencup in Formazza, 8. und 9. Dezember 2007 | 1. Alpencup in Formazza, 8. und 9. Dezember 2007 | 1. Alpencup in Formazza, 8. und 9. Dezember 2007 |
| ------------------------------------------------ | ------------------------------------------------ | ------------------------------------------------ | ------------------------------------------------ | ------------------------------------------------ |
| Datum                                            | Disziplin                                        | Erster Platz                                     | Zweiter Platz                                    | Dritter Platz                                    |
| 8. Dezember 2007                                 | 5 km klassisch                                   | Silvia Rupil                                     | Virginia De Martin Topranin                      | Emilie Vina                                      |
| 9. Dezember 2007                                 | 10 km Freistil Mst.                              | Aurore Cuinet                                    | Silvia Rupil                                     | Anouk Faivre Picon                               |

| 2. Alpencup in St. Ulrich, 13. bis 16. Dezember 2007 | 2. Alpencup in St. Ulrich, 13. bis 16. Dezember 2007 | 2. Alpencup in St. Ulrich, 13. bis 16. Dezember 2007 | 2. Alpencup in St. Ulrich, 13. bis 16. Dezember 2007 | 2. Alpencup in St. Ulrich, 13. bis 16. Dezember 2007 |
| ---------------------------------------------------- | ---------------------------------------------------- | ---------------------------------------------------- | ---------------------------------------------------- | ---------------------------------------------------- |
| Datum                                                | Disziplin                                            | Erster Platz                                         | Zweiter Platz                                        | Dritter Platz                                        |
| 13. Dezember 2007                                    | Sprint Freistil                                      | Karin Moroder                                        | Laurien van der Graaff                               | Katerina Smutna                                      |
| 15. Dezember 2007                                    | 5 km Freistil                                        | Walentyna Schewtschenko                              | Seraina Boner                                        | Katerina Smutna                                      |
| 16. Dezember 2007                                    | 10 km klassisch Mst.                                 | Walentyna Schewtschenko                              | Katerina Smutna                                      | Seraina Boner                                        |

| 3. Alpencup in Oberstdorf, 5. und 6. Januar 2008 | 3. Alpencup in Oberstdorf, 5. und 6. Januar 2008 | 3. Alpencup in Oberstdorf, 5. und 6. Januar 2008 | 3. Alpencup in Oberstdorf, 5. und 6. Januar 2008 | 3. Alpencup in Oberstdorf, 5. und 6. Januar 2008 |
| ------------------------------------------------ | ------------------------------------------------ | ------------------------------------------------ | ------------------------------------------------ | ------------------------------------------------ |
| Datum                                            | Disziplin                                        | Erster Platz                                     | Zweiter Platz                                    | Dritter Platz                                    |
| 5. Januar 2008                                   | 10 km Verfolgung                                 | Coraline Hugue                                   | Marina Piller                                    | Laura Orgué                                      |
| 6. Januar 2008                                   | Sprint Freistil                                  | Emilie Vina                                      | Katja Visnar                                     | Carolin Haibel                                   |

| 4. Alpencup in Olten, 10. Januar 2008 | 4. Alpencup in Olten, 10. Januar 2008 | 4. Alpencup in Olten, 10. Januar 2008 | 4. Alpencup in Olten, 10. Januar 2008 | 4. Alpencup in Olten, 10. Januar 2008 |
| ------------------------------------- | ------------------------------------- | ------------------------------------- | ------------------------------------- | ------------------------------------- |
| Datum                                 | Disziplin                             | Erster Platz                          | Zweiter Platz                         | Dritter Platz                         |
| 10. Januar 2008                       | Sprint Freistil                       | Laurien van der Graaff                | Caroline Weibel                       | Élodie Bourgeois-Pin                  |

| 5. Alpencup in Klosters, 12. und 13. Januar 2008 | 5. Alpencup in Klosters, 12. und 13. Januar 2008 | 5. Alpencup in Klosters, 12. und 13. Januar 2008 | 5. Alpencup in Klosters, 12. und 13. Januar 2008 | 5. Alpencup in Klosters, 12. und 13. Januar 2008 |
| ------------------------------------------------ | ------------------------------------------------ | ------------------------------------------------ | ------------------------------------------------ | ------------------------------------------------ |
| Datum                                            | Disziplin                                        | Erster Platz                                     | Zweiter Platz                                    | Dritter Platz                                    |
| 12. Januar 2008                                  | 5 km klassisch                                   | Doris Trachsel                                   | Seraina Boner                                    | Raphaela Sieber                                  |
| 13. Januar 2008                                  | 10 km Freistil Mst.                              | Marina Piller                                    | Celia Bourgeois                                  | Laure Barthélémy                                 |

| 6. Alpencup in Sankt Jakob im Rosental, 19. und 20. Januar 2008 | 6. Alpencup in Sankt Jakob im Rosental, 19. und 20. Januar 2008 | 6. Alpencup in Sankt Jakob im Rosental, 19. und 20. Januar 2008 | 6. Alpencup in Sankt Jakob im Rosental, 19. und 20. Januar 2008 | 6. Alpencup in Sankt Jakob im Rosental, 19. und 20. Januar 2008 |
| --------------------------------------------------------------- | --------------------------------------------------------------- | --------------------------------------------------------------- | --------------------------------------------------------------- | --------------------------------------------------------------- |
| Datum                                                           | Disziplin                                                       | Erster Platz                                                    | Zweiter Platz                                                   | Dritter Platz                                                   |
| 19. Januar 2008                                                 | 5 km Freistil                                                   | Manuela Henkel                                                  | Anouk Faivre Picon                                              | Celia Bourgeois                                                 |
| 20. Januar 2008                                                 | 5 km klassisch                                                  | Manuela Henkel                                                  | Katerina Smutna                                                 | Élodie Bourgeois-Pin                                            |

| 7. Alpencup in Monguelfo-Welsberg und Gsies, 15. und 17. Februar 2008 | 7. Alpencup in Monguelfo-Welsberg und Gsies, 15. und 17. Februar 2008 | 7. Alpencup in Monguelfo-Welsberg und Gsies, 15. und 17. Februar 2008 | 7. Alpencup in Monguelfo-Welsberg und Gsies, 15. und 17. Februar 2008 | 7. Alpencup in Monguelfo-Welsberg und Gsies, 15. und 17. Februar 2008 |
| --------------------------------------------------------------------- | --------------------------------------------------------------------- | --------------------------------------------------------------------- | --------------------------------------------------------------------- | --------------------------------------------------------------------- |
| Datum                                                                 | Disziplin                                                             | Erster Platz                                                          | Zweiter Platz                                                         | Dritter Platz                                                         |
| 15. Februar 2008                                                      | Sprint Freistil                                                       | Nicole Fessel                                                         | Caroline Weibel                                                       | Manuela Henkel                                                        |
| 17. Februar 2008                                                      | 30 km Freistil Mst.                                                   | Karin Moroder                                                         | Doris Trachsel                                                        | Seraina Boner                                                         |

| 8. Alpencup in Zwiesel, 23. Februar und 24. Februar 2008 | 8. Alpencup in Zwiesel, 23. Februar und 24. Februar 2008 | 8. Alpencup in Zwiesel, 23. Februar und 24. Februar 2008 | 8. Alpencup in Zwiesel, 23. Februar und 24. Februar 2008 | 8. Alpencup in Zwiesel, 23. Februar und 24. Februar 2008 |
| -------------------------------------------------------- | -------------------------------------------------------- | -------------------------------------------------------- | -------------------------------------------------------- | -------------------------------------------------------- |
| Datum                                                    | Disziplin                                                | Erster Platz                                             | Zweiter Platz                                            | Dritter Platz                                            |
| 23. Februar 2008                                         | 5 km Freistil Mst.                                       | Manuela Henkel                                           | Nicole Fessel                                            | Doris Trachsel                                           |
| 24. Februar 2008                                         | Teamsprint klassisch                                     | Deutschland INicole Fessel Manuela Henkel                | Italien Elisa Brocard Karin Moroder                      | Schweiz Doris Trachsel Ursina Badilatti                  |

| 9. Alpencup in Capracotta, 8. und 9. März 2008 | 9. Alpencup in Capracotta, 8. und 9. März 2008 | 9. Alpencup in Capracotta, 8. und 9. März 2008 | 9. Alpencup in Capracotta, 8. und 9. März 2008 | 9. Alpencup in Capracotta, 8. und 9. März 2008 |
| ---------------------------------------------- | ---------------------------------------------- | ---------------------------------------------- | ---------------------------------------------- | ---------------------------------------------- |
| Datum                                          | Disziplin                                      | Erster Platz                                   | Zweiter Platz                                  | Dritter Platz                                  |
| 8. März 2008                                   | 5 km klassisch                                 | Manuela Henkel                                 | Ursina Badilatti                               | Karin Moroder                                  |
| 9. März 2008                                   | 10 km Freistil                                 | Cécile Storti                                  | Laura Orgué                                    | Anouk Faivre Picon                             |

| 10. Alpencup in Pokljuka, 15. und 16. März 2008 | 10. Alpencup in Pokljuka, 15. und 16. März 2008 | 10. Alpencup in Pokljuka, 15. und 16. März 2008 | 10. Alpencup in Pokljuka, 15. und 16. März 2008 | 10. Alpencup in Pokljuka, 15. und 16. März 2008   |
| ----------------------------------------------- | ----------------------------------------------- | ----------------------------------------------- | ----------------------------------------------- | ------------------------------------------------- |
| Datum                                           | Disziplin                                       | Erster Platz                                    | Zweiter Platz                                   | Dritter Platz                                     |
| 15. März 2008                                   | 10 km klassisch Mst.                            | Manuela Henkel                                  | Karin Moroder                                   | Doris Trachsel                                    |
| 16. März 2008                                   | Teamsprint Freistil                             | Tschechien Eva Nyvltova Eljiska Hajkova         | Deutschland I Lucie Anger Manuela Henkel        | Italien Virginia De Martin Topranin Karin Moroder |

### U20 Resultate
| Datum             | Austragungsort          | Disziplin            | Sieger           | Zweiter           | Dritter             |
| ----------------- | ----------------------- | -------------------- | ---------------- | ----------------- | ------------------- |
| 8. Dezember 2007  | Formazza                | 5 km klassisch       | Ilena Casali     | Karin Karnutsch   | Melissa Gorra       |
| 9. Dezember 2007  | Formazza                | 10 km Freistil Mst.  | Ilena Casali     | Melissa Gorra     | Debora Agreiter     |
| 13. Dezember 2007 | St. Ulrich              | Sprint Freistil      | Lucia Anger      | Hanna Kolb        | Tatjana Stiffler    |
| 15. Dezember 2007 | St. Ulrich              | 5 km Freistil        | Monique Siegel   | Tereza Petrzelova | Sabrina Bühler      |
| 16. Dezember 2007 | St. Ulrich              | 10 km klassisch Mst. | Monique Siegel   | Lucia Anger       | Bohdana Augustinova |
| 6. Januar 2008    | Oberstdorf              | Sprint Freistil      | Lucia Anger      | Tatjana Stiffler  | Sarah Waidelich     |
| 10. Januar 2008   | Olten                   | Sprint Freistil      | Manon Locatelli  | Sarah Waidelich   | Tatjana Stiffler    |
| 12. Januar 2008   | Klosters                | 5 km klassisch       | Laure Barthélémy | Monique Siegel    | Lucia Anger         |
| 13. Januar 2008   | Klosters                | 10 km Freistil Mst.  | Laure Barthélémy | Monique Siegel    | Sabrina Bühler      |
| 19. Januar 2008   | Sankt Jakob im Rosental | 5 km Freistil        | Laure Barthélémy | Aurélie Dabudyk   | Monique Siegel      |
| 20. Januar 2008   | Sankt Jakob im Rosental | 5 km klassisch       | Laure Barthélémy | Aurélie Dabudyk   | Karolin Wilhelm     |
| 23. Februar 2008  | Zwiesel                 | 5 km Freistil Mst.   | Jessica Krause   | Christiane Angeli | Sandra Thomas       |

### Gesamtwertung Frauen
| Rang | Name                        | Punkte |
| ---- | --------------------------- | ------ |
| 01   | Manuela Henkel              | 358    |
| 02   | Karin Moroder               | 317    |
| 03   | Doris Trachsel              | 310    |
| 04   | Anouk Faivre Picon          | 248    |
| 05   | Seraina Boner               | 240    |
| 06   | Celia Bourgeois             | 238    |
| 07   | Elisa Brocard               | 218    |
| 07   | Silvia Rupil                | 218    |
| 09   | Katerina Smutna             | 195    |
| 010  | Ursina Badilatti            | 192    |
| 11.  | Virginia De Martin Topranin | 179    |
| 12.  | Aurore Cuinet               | 175    |
| 13.  | Emilie Vina                 | 173    |
| 14.  | Laura Orgué                 | 169    |
| 15.  | Stephanie Santer            | 138    |
| 16.  | Nicole Fessel               | 134    |
| 17.  | Coraline Hugue              | 132    |
| 18.  | Marion Ruf                  | 125    |
| 19.  | Romana Schrempf             | 121    |

| Rang | Name                   | Punkte |
| ---- | ---------------------- | ------ |
| 20.  | Pauline Caprini        | 112    |
| 20.  | Laurien van der Graaff | 112    |
| 22.  | Élodie Bourgeois-Pin   | 106    |
| 23.  | Raphaela Sieber        | 104    |
| 24.  | Barbara Antonelli      | 101    |
| 25.  | Caroline Weibel        | 91     |
| 26.  | Marina Piller          | 90     |
| 27.  | Carolin Haibel         | 80     |
| 28.  | Laura Rombach          | 77     |
| 28.  | Cécile Storti          | 77     |
| 30.  | Barbara Moriggl        | 76     |
| 31.  | Elisa Grill            | 65     |
| 31.  | Franziska Schneider    | 65     |
| 33.  | Katja Visnar           | 58     |
| 34.  | Sandra Gredig          | 56     |
| 35.  | Germana Di Padova      | 52     |
| 36.  | Lucia Anger            | 51     |
| 37.  | Maja Benedičič         | 48     |
| 38.  | Lena Pichard           | 39     |

| Rang | Name               | Punkte |
| ---- | ------------------ | ------ |
| 39.  | Valentina Bachmann | 34     |
| 40.  | Silvana Bucher     | 33     |
| 41.  | Sara Pellegrini    | 31     |
| 42.  | Veronica Cavallar  | 29     |
| 42.  | Muriele Hüberli    | 29     |
| 44.  | Vesna Fabjan       | 22     |
| 45.  | Irene Eder         | 19     |
| 45.  | Evi Habersetzer    | 19     |
| 47.  | Hanna Kolb         | 18     |
| 48.  | Bettina Gruber     | 13     |
| 48.  | Barbara Jezeršek   | 13     |
| 50.  | Barbara Feichtner  | 11     |
| 51.  | Mirjam Cossettini  | 10     |
| 52.  | Rahel Imobendorf   | 9      |
| 53.  | Solenne Roudot     | 8      |
| 54.  | Jessica Krause     | 6      |
| 55.  | Gaëtane Perret     | 4      |
| 56.  | Daniela Iellici    | 1      |

| Endstand (Top 10) |                  |        |
| \| Rang \| Name \| Punkte \| \| ---- \| ---------------- \| ------ \| \| 01 \| Laure Barthélémy \| 359 \| \| 02 \| Monique Siegel \| 333 \| \| 03 \| Karolin Wilhelm \| 271 \| \| 04 \| Melissa Gorra \| 233 \| \| 05 \| Lucia Anger \| 225 \| \| 06 \| Aurélie Dabudyk \| 219 \| \| 07 \| Kerstin Muschet \| 218 \| \| 08 \| Aurelia Lanoe \| 216 \| \| 09 \| Jessica Krause \| 209 \| \| 10 \| Ilenia Caseli \| 176 \| |                  |        |
| Rang | Name             | Punkte |
| 01 | Laure Barthélémy | 359    |
| 02 | Monique Siegel   | 333    |
| 03 | Karolin Wilhelm  | 271    |
| 04 | Melissa Gorra    | 233    |
| 05 | Lucia Anger      | 225    |
| 06 | Aurélie Dabudyk  | 219    |
| 07 | Kerstin Muschet  | 218    |
| 08 | Aurelia Lanoe    | 216    |
| 09 | Jessica Krause   | 209    |
| 10 | Ilenia Caseli    | 176    |